# Sande Swaby
Sande Swaby (ur. 17 grudnia 1979) – jamajska lekkoatletka specjalizująca się w skoku o tyczce.

## Osiągnięcia
- złota medalistka mistrzostw kraju[1]

## Rekordy życiowe
- skok o tyczce (stadion) – 3,27 (2000) rekord Jamajki[2][3]
- skok o tyczce (hala) – 3,36 (2001) rekord Jamajki[4]